# Asilus ignauus
Asilus ignauus là một loài ruồi trong họ Asilidae. Asilus ignauus được Müller miêu tả năm 1764. Loài này phân bố ở vùng Cổ Bắc giới.